# Bahativka, Rozivka
Bahativka (în ucraineană Багатівка, în germană Reichenberg) este un sat în comuna Kuznețivka din raionul Rozivka, regiunea Zaporijjea, Ucraina. Satul a fost locuit de germanii pontici.  

## Demografie
Componența lingvistică a localității Bahativka
     Ucraineană (83,02%)
     Rusă (16,98%)
Conform recensământului din 2001, majoritatea populației localității Bahativka era vorbitoare de ucraineană (83,02%), existând în minoritate și vorbitori de rusă (16,98%).